# Lennart Andén
Lennart Andén, född 15 maj 1863 i Fritsla socken, död där 17 mars 1963, var en svensk läkare och företagsledare.
Lennart Andén var son till fabrikören Lars Andén. Han avlade studentexamen i Jönköping 1883, och studerade därefter medicin vid Uppsala universitet där han blev medicine kandidat 1889 och medicine licentiat 1893. Andén bedrev medicinska studier i Berlin 1894-1895, blev 1894 bataljonsläkare och 1910 regementsläkare. Han arbetade 1895-1909 som praktiserande läkare i Borås. 1895 blev Andén svärson till Lars Wingqvist. Vid hans död 1900 övertogs hans fabriker av Andéns svåger Birger Wingqvist och hans son Ignar Andén som då endast var tre år gammal. Svågern Birger Wingqvist avled redan 1909, och Lennart Andéns då tolvårige son blev ensam ägare till industrikoncernen. För sonens räkning övertog därefter Lennart Andén företagets drift. I början av 1920-talet trädde sonen Ignar in i ledningen för företaget tillsammans med fadern. Lennart Andén var även ledamot av Västergötlands och Norra Hallands handelskammare, ledamot av styrelsen för Varberg-Borås-Herrljunga Järnvägs AB och för Göteborgs handelsbank.